# Stalag Luft III

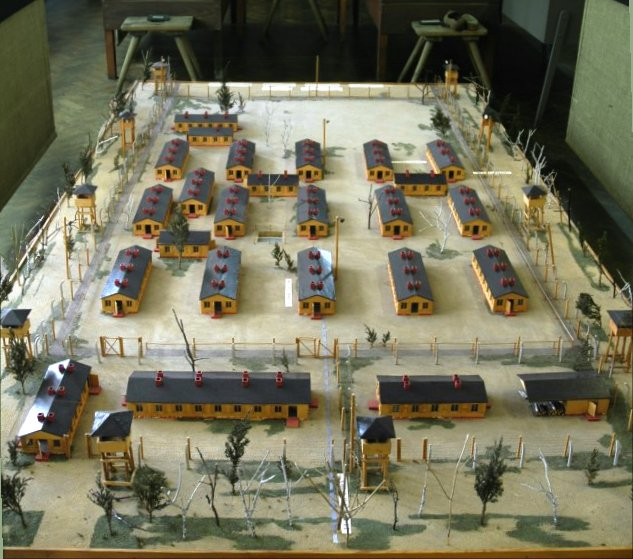
Modelo do Stalag Luft III

Stalag Luft III (Stammlager Luft) foi um campo de prisioneiros de guerra mantido pela Luftwaffe durante a Segunda Guerra Mundial. Era localizado em Sagan (hoje Żagań na Polônia).
Foi designado para este local pois o alto escalão da Alemanha Nazista considerava ser impossível alguém fugir, visto que havia uma densa floresta ao redor do campo. Entretanto, o local ficou conhecido por servir de palco para duas grandes fugas, como mostrado nos filmes The Great Escape (1963) e The Wooden Horse (1950).

## O dia a dia no campo (1942–1944)

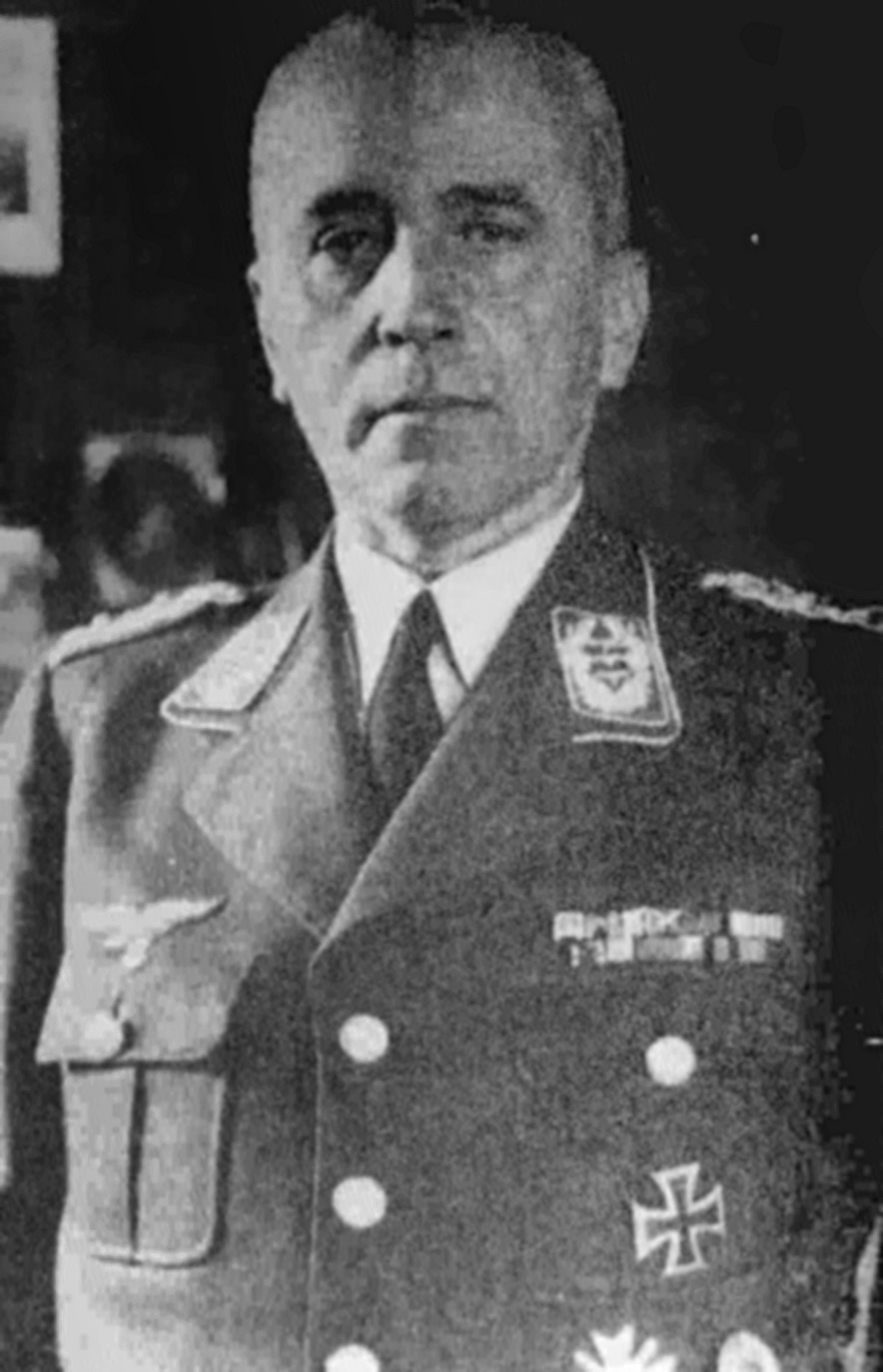
Friedrich Wilhelm von Lindeiner-Wildau, Comandante do campo de concentração Stalag Luft III.

O exército alemão seguiu uma prática segundo a qual cada ramo do exército era responsável pelos prisioneiros de guerra de ramos equivalentes. Por isso, a Luftwaffe era normalmente responsável por qualquer tripulante aliado feito prisioneiro. Tal incluía aviadores navais capturados, como membros da Força Aérea Britânica, a RAF. Em alguns casos, o pessoal não pertencente à força aérea também foi mandado para o Stalag Luft III. 
Stammlager Luft (literalmente "Acampamento Principal, Aéreo") era a nomenclatura da Luftwaffe para um campo de prisioneiros de guerra. Embora o campo inicialmente abrigasse apenas prisioneiros de guerra que eram oficiais, não era conhecido pelos termos usuais para tais campos – Offizierslager ou Oflag . Expansões posteriores feitas ao acampamento adicionaram alguns complexos para suboficiais (sargentos).
O primeiro complexo do campo (Complexo Leste) foi concluído e inaugurado a 21 de março de 1942. Os primeiros prisioneiros de guerra, ou kriegies, como eles próprios se autodenominavam (de Kriegsgefangene, "prisioneiro de guerra" em alemão), que seriam alojados no Stalag Luft III eram oficiais britânicos e de outros países da Commonwealth, chegando em abril de 1942. O Complexo Central foi inaugurado em 11 de abril de 1942 e originalmente abrigava suboficiais britânicos e de outros países da Comunidade Britânica. No final do ano de 1942, foram substituídos por pessoal da USAAF. O Complexo Norte para aviadores britânicos (onde a "Grande Fuga" mais tarde ocorreu) foi inaugurado em 29 de março de 1943. Um Complexo Sul para Americanos foi inaugurado em setembro de 1943. Prisioneiros da USAAF começaram a chegar ao campo em largas quantidades no mês seguinte e o Complexo Oeste foi inaugurado em julho de 1944 para oficiais americanos. Cada complexo consistia em quinze cabanas térreas. Cada uma com 3 m por 3,7 m. A divisão  acomodava quinze homens em cinco beliches de três andares. Eventualmente, o acampamento cresceu para aproximadamente 24 hectares e abrigou cerca de 2,5 mil oficiais da RAF, cerca de 7,5 mil oficiais da Força Aérea do Exército dos EUA e cerca de 900 oficiais de outras forças aéreas aliadas, para um total de 10.949 presos, incluindo alguns oficiais de apoio.  
O campo de prisioneiros tinha uma série de características arquitetónicas que tornavam a fuga extremamente difícil. A possibilidade de escavar túneis de fuga, em particular, era dificultada por vários factores, como o facto dos quartéis que albergavam os prisioneiros serem elevados a aproximadamente 60 cm do chão para facilitar a detecção de túneis pelos guardas; o acampamento havia sido construído num terreno com um subsolo muito arenoso; o solo da superfície era de um cinzento escuro, o que facilitaria verificar se alguém tivesse lançado a areia amarela e mais brilhante encontrada por baixo dele para cima do solo, ou até se tivesse areia nas suas roupas. Além da particularidade da areia ser solta e erosível significava que a integridade estrutural de qualquer escavação seria muito precária. Uma terceira defesa contra a construção de túneis foi a colocação de microfones sismógrafos ao redor do perímetro do acampamento, que deveriam detectar qualquer som de escavação.
Uma pequena biblioteca com instalações escolares estava disponível para os prisioneiros, onde muitos deles estudavam e faziam exames em disciplinas como idiomas, engenharia ou direito. Os exames eram fornecidos pela Cruz Vermelha e supervisionados por acadêmicos, como um Mestre do King's College que foi prisioneiro de guerra em Luft III. Os prisioneiros também construíram um teatro e realizaram apresentações quinzenais de alta qualidade com todos os espetáculos atuais do West End .  Os prisioneiros usavam o amplificador do campo para transmitir uma estação de rádio de notícias e música que chamaram de Estação KRGY, abreviação de Kriegsgefangener (POWs) e também publicavam dois jornais, o Circuit e o Kriegie Times, que eram emitidos quatro vezes por semana. 
Os prisioneiros de guerra operavam um sistema pelo qual os recém-chegados ao campo eram examinados, para evitar que agentes alemães se infiltrassem neles. Qualquer prisioneiro de guerra que não pudesse ser atestado por dois prisioneiros de guerra que o conhecessem de vista era severamente interrogado e depois escoltado continuamente por outros prisioneiros, até que fosse considerado um verdadeiro prisioneiro de guerra aliado. Vários agentes infiltrados foram descobertos pelo método descrito e nenhum deles escapou da detecção em Luft III. 
Os guardas alemães eram apelidados de "goons" pelos prisioneiros de guerra (POWs), e, por não estarem cientes da conotação negativa atribuída pelos Aliados, aceitaram de bom grado a alcunha depois de lhes ser dito que significava "German Officer Or Non-Com" (Oficial Alemão ou Suboficial). Os guardas eram constantemente seguidos por prisioneiros, que usavam um sistema elaborado de sinais para avisar os outros da sua localização. Os movimentos dos guardas eram cuidadosamente registados num livro de registos mantido por uma equipa rotativa de oficiais. Incapazes de travar o que os prisioneiros chamavam de sistema "Duty Pilot", os alemães permitiram que continuasse e, numa ocasião, o livro foi até usado pelo comandante Lindeiner para apresentar queixa contra dois guardas que tinham abandonado o serviço várias horas antes do fim do turno.
Os 800 guardas da Luftwaffe do campo eram velhos demais para o serviço de combate ou eram jovens convalescendo após longos períodos de serviço ou de ferimentos que os incapacitaram para lutar. Como os guardas eram pessoal da Luftwaffe, os prisioneiros recebiam um tratamento muito melhor do que o concedido a outros prisioneiros de guerra na Alemanha.  O subcomandante major Gustav Simoleit, professor de história, geografia e etnologia antes da guerra, falava várias línguas, incluindo inglês, russo, polaco e checo. Transferido para Sagan no início de 1943, demonstrou bastante simpatia pelos aviadores aliados. É também recordade o facto de ele ter ignorado a proibição da extensão de cortesias militares aos prisioneiros de guerra, pois prestou honra militar completa para os funerais dos prisioneiros de guerra Luft III, incluindo um para um aviador judeu. 
A comida foi desde sempre uma preocupação para os prisioneiros de guerra. A ingestão alimentar diária recomendada para um homem adulto saudável e inativo é de 2,150 kcal (9,000 kJ)  .  Luft III distribuia rações civis alemãs "não úteis" que permitiam 1,928 kcal (8,070 kJ) por dia, sendo o restante composto por encomendas e produtos da Cruz Vermelha Americana, Canadiana e Britânica enviados aos prisioneiros de guerra pelas suas famílias.   Como era costume na maioria dos campos, pacotes da Cruz Vermelha e individuais foram reunidos e distribuídos igualmente aos homens. O campo também tinha um sistema oficial de troca interna chamado Foodacco – os prisioneiros de guerra comercializavam os bens excedentes por “pontos” que podiam ser “gastos” com outros produtos.  Os alemães pagavam aos oficiais capturados o equivalente ao seu pagamento na moeda interna do campo ( Lagergeld ), que era usada para comprar os bens disponibilizados pela administração alemã. A cada três meses, era disponibilizada cerveja com baixo grau de álcool     a para venda no refeitório. Como os suboficiais (sargentos) não recebiam nenhum "pagamento", era prática comum nos campos que os oficiais fornecessem um terço para o seu uso, mas em Luft III todo o Lagergeld era reunido para compras comunitárias. Como a política do governo britânico era deduzir o pagamento do campo do pagamento militar dos prisioneiros, o fundo comunitário evitou a prática em outros campos, em que os oficiais americanos contribuíam para as compras de cantinas britânicas. 
Stalag Luft III tinha o programa recreativo melhor organizado de todos os campos de prisioneiros de guerra na Alemanha Nazi. Cada complexo tinha uma pista de atletismo e campos de voleibol para o uso dos prisioneiros. Os prisioneiros participavam em jogos de basquet, softball, boxe, futebol americano, voleibol, ténis de mesa e esgrima, com ligas organizadas para a maioria. Havia também uma piscina de 6,1 m por 6,7 m por 1,5 m usada para armazenar água para o combate a incêndios que era ocasionalmente disponível a para natação. 
Conforme descrito por J. Frank Diggs, muitas comodidades foram possibilitadas pelo advogado sueco Henry Söderberg, que era o representante da YMCA na área e frequentemente trazia para seus acampamentos equipamentos esportivos, itens religiosos que apoiavam o trabalho dos capelães, recursos para a banda e orquestra de cada acampamento e uma biblioteca bem equipada.  

## Transmissor de rádio Stalag Luft III
Howard Cundall, um observador especialista da Telecommunications Research Establishment com conhecimento especializado no radar britânico, construiu um transmissor de rádio com o qual estabeleceu contato entre o campo e Londres, mantendo o transmissor mesmo durante as marchas finais para o oeste em 1945, enquanto os alemães consolidavam os campos de prisioneiros de guerra nos estágios finais da guerra. Desta forma, forneceu informações das tripulações aéreas capturadas sobre suas experiências com as defesas noturnas alemãs, ajudando na ofensiva de bombardeio dentro do acampamento. 

## Assistência secreta dos EUA a Stalag Luft III
Tendo sido informados da necessidade e dos métodos por meio de programas britânicos semelhantes, houve esforços secretos para treinar as tripulações aéreas americanas na escrita de cartas secretas para casa a partir dos campos de prisioneiros de guerra. Nos EUA, esses eram o MIS-X e a Caixa Postal 1142, administrados em Fort Hunt, na Virgínia, além de um programa secreto de envio de material de fuga para dentro dos campos, disfarçados de pacotes de ajuda de duas agências secretas de assistência. Foram para prisioneiros americanos em muitos campos, incluindo Stalag Luft III. Os prisioneiros de guerra americanos neste campo foram transferidos algumas semanas antes da tentativa de "Grande Fuga" e não puderam participar.

## Programa de fuga
Ainda mais secreto que o programa de interrogatório estratégico era o programa de fuga e evasão (E&E) de Fort Hunt (MIS_X). Nem mesmo o comandante do forte sabia dessa missão para preparar soldados americanos para evitar a captura e, se capturados, escapar, seguindo o modelo do programa britânico. Uma missão do programa E&E era criar mapas das áreas por onde os bombardeiros passavam para que os aviadores abatidos pudessem usá-los para encontrar o caminho de volta. Mapas de seda criados na Caixa Postal 1142 foram distribuídos para a Força Aérea, e cinco milhões de botões de uniforme foram criados com bússolas escondidas incrustadas neles. Nos  cinco meses antes da fuga de março de 1944, a MIS-X esteve a enviar ajudas de fuga para o campo. 